# Lídia Dömölky-Sákovics
Lídia Dömölky-Sákovics (hongarès: Dömölky Lídia)  (Budapest, 9 de març de 1936) és una tiradora d'esgrima hongaresa, especialista en floret, que va competir durant les dècades de 1950 i 1960. Es casà amb el també tirador d'esgrima József Sákovics.
Durant la seva carrera esportiva va prendre part en quatre edicions dels Jocs Olímpics d'Estiu, el 1956, 1960, 1964 i 1968. El 1960, a Roma, va guanyar la medalla de plata en la prova del floret per equips del programa d'esgrima. El 1964, als Jocs de Tòquio, guanyà la medalla d'or en la mateixa prova. El 1968, a Ciutat de Mèxic, guanyà una darrera medalla de plata en la prova del floret per equips.
En el seu palmarès també destaquen nou medalles al Campionat del món d'esgrima, quatre d'or, quatre de plata i una de bronze, entre les edicions de 1955 i 1966. El 1963 guanyà una medalla d'or i una de plata a les Universíades. Guanyà set campionats d'Hongria de floret individual, el 1955, 1959, 1960, 1964, 1965, 1966 i 1968.
Després dels Jocs de Melbourne de 1956, mentre feia una gira pels Estats Units, va desertar junt al seu marit, József Sákovics, durant un any. Descontents amb la situació que vivien, ambdós van tornar a Budapest, on van continuar vivint tota la seva vida.
Una vegada retirada es va llicenciar en educació física, però acabà treballant principalment com a escriptora esportiva, sent coautora de diversos llibres sobre gimnàstica.